# Duomyia viridaurea
Duomyia viridaurea är en tvåvingeart som beskrevs av Mcalpine 1973. Duomyia viridaurea ingår i släktet Duomyia och familjen bredmunsflugor. Inga underarter finns listade i Catalogue of Life.